# سحر هلال
سحر هلال (مواليد 15 أبريل 1969) هي سبّاحة إيقاعية مصرية بدأت، مع 5 لاعبات أخريات، المشاركة النسائية المصرية في الألعاب الأولمبية الصيفية من خلال أولمبياد 1984 في لوس أنجلوس، وكانت حينها بعمر الـ15 فقط.

## المشاركة الأولمبية

### 1984
السباحة الإيقاعية - فردي
كانت أصغر اللاعبات سنًا في منافسات السباحة الإيقاعية بعمر 15 عامًا و116 يومًا.
- - المرحلة التمهيدية — 70.049 نقطة (لم تتأهل، المركز الـ45)

## روابط خارجية
- سحر هلال على موقع الاتحاد الدولي للسباحة (الإنجليزية)
- سحر هلال على موقع أوليمبيديا (الإنجليزية)